# Sant Joan Baptista de Vilademuls
Sant Joan Baptista de Vilademuls és una l'església parroquial de Vilademuls (Pla de l'Estany) protegida com a Bé Cultural d'Interès Local.
S'hi venera sant Joan Baptista, però no en la festivitat del seu naixement (24 de juny) sinó en la del seu martiri o degollació (29 d'agost).

## Descripció
La façana del temple presenta una portalada gòtico-renaixentista, amb guardapols i arrencaments cisellats figurant rostres humans. A sobre hi ha una finestra amb arc de mig punt. A la part superior hi ha el campanar, que inicialment hauria estat d'espadanya, i que actualment presenta planta quadrada i coberta piramidal. L'edifici s'estructura en una sola nau, amb absis semicircular i tres capelletes laterals ficades en els murs. Una escala de cargol condueix al campanar. La nau presenta volta de canó i els murs són de carreus irregulars, actualment deixats a la vista, rematats amb una senzilla cornisa de pedra.
És interessant la pica baptismal de pedra d'estil gòtic, situada al mur de façana, i la tomba de Saurina de Cervelló, col·locada sobre cartel·les de pedra, amb els escuts de Vilademuls i Rocabertí.

## Història
Inicialment hi hauria hagut una capella, construïda a redós del Castell de Vilademuls. Aquesta s'hauria reconstruït aprofitant les ruïnes del castell.
A la llinda de la portalada hi figura la inscripció: "Orate pro invicem ut salvemini Rehedificatum fruit hoc templum anno domini 1560".